# Diablo II
 Der er for få eller ingen kildehenvisninger i denne artikel, hvilket er et problem. Du kan hjælpe ved at angive troværdige kilder til de påstande, som fremføres i artiklen.

Diablo II er et actionpræget mørk fantasy-tema computerspil med hack 'n' slash-elementer. Det blev udgivet til Microsoft Windows og Mac OS i 2000 af Blizzard Entertainment, og blev udviklet af Blizzard North.
Diablo II var en af de mest populære spil i 2000. Vigtige faktorer, der bidrog til Diablo IIs succes omfatter, hvad fans anser for at være vanedannende hack 'n' slash-spillestil og gratis adgang til multiplayerspil via Battle.net. Diablo II kan spilles alene eller som multiplayerspil, enten på internettet via Battle.net og eller på et LAN.
Spillet er en efterfølger til Diablo. En udvidelse, Lord of Destruction, blev udgivet i 2001, og er nu i version 1.14d. Efterfølgeren, Diablo III, blev annonceret 28. Juni 2008.

## Historien
Handlingen foregår omkring en måned efter den første Diablo. Da helten fra Diablo vendte tilbage til Tristam festede man i mange dage, men helten begyndte at trække sig tilbage og en dag rejste han. Kort efter blev byen angrebet af monstre som overtog byen. Senere kom der en fremmed forbi the rogue's monastary og kort efter blev den angrebet og overtaget af Andariel.
Helten, som man selv spillede i Diablo bliver til den nye Diablo. Det sker da han/hun dræber Diablo og 'slår' Diablo's Soulstone (sjælesten) op i panden på sig selv da han tror at han kan holde på krafterne af "the lord of terror".
Herefter begiver "the dark wanderer" (diablo) sig ud for at befri sine brødre Mephisto og Baal som begge stadig er fanget i deres soulstones
Helten når lige præcis ikke at stoppe diablo for at befri baal, men i stedet møder man en lesser evil kaldt duriel the lord of pain som så virker som en boss for den act.

## Spillestil
Spilleren påtager sig rollen som helten, der bekæmpe monstre mens der rejses over land og gennem dungeons. Handlingsforløbet i Diablo II udspiller sig over fem arker. Hvert ark følger en på forhånd fastlagt vej med forudvalgte opgaver. Nogle af opgaverne er frivillige. Spillere skal bekæmpe monstre for at få deres karakter op i et højre level og bedre udstyr. Kampen foregår i realtid fra en 3. persons synsvinkel. Hvert ark ender med en boss. Når spilleren har udslettet denne kan man komme til det næste ark. Mange monster egenskaber, niveau lay-outs og udstyr er tilfældigt genererer og nulstilles hver gang spillet bliver genstartet.
Af og til kan spilleren finde sjælden og mere værdifuldt udstyr. Det kan være en del af et sæt, der bliver mere kraftfuldt, når hele sætte er komplet. Udstyr kan tilpasses og gøres mere kraftfuldt ved hjælp af ædelstene. "The Horadric Cube" (som opnås ved at løse en opgave i Ark 2) er en magisk kasse. Den kan skabe forskellige brugbare ting hvis de korrekte ingredienser sammensættes.

### Sværhedsgrad
Der er tre forskellige sværhedsgrader. Man starter med kun at have adgang til normal. Normal er for begynderne. Man kan nemlig dø lige så meget som man vil uden at det kommer til at koste en nogle experience. Når normal er gennemført, går man automatisk videre til nightmare (mareridt). Den væsentligste forskel er at man mister en smule experience og guld hver gang man dør, og så er monstrene noget sværere at slå ihjel. Den tredje sværhedsgrad som er hell (helvede), som man får adgang til ved at gennemføre nightmare. Her mister man meget experience hver gang man dør, end man gør på nightmare. Og her er det næsten alle monstre som har et eller andet som de er immune overfor. En karakter bevarer alle evner, udstyr osv., mellem sværhedsgraderne og kan vende tilbage til tidligere sværhedsgrader til enhver tid. Efter at have gennemført spillet på Normal, kan spilleren lave en hardcore karakter. Normalt kan spilleren genoplive deres karakter, hvis de bliver dræbt. Men en hardcore karakter har kun ét liv, og efter at blive dræbt vil man ikke kunne spille mere på den karakter. Man kan derfor bruge lang tid på at komme gennem spillet med bare en enkelt hardcore-karakter, og også af den grund er spillet kendt for at kunne blive spillet om igen og igen.

### Karakterer
I Diablo II Lord of Destruction har du muligheden for at spille 7 forskellige karakterer. Hver karakter har forskellige styrker og svagheder. Hver har deres eget unikke sæt af færdigheder og egenskaber.
- Amazonen er bygget over den klassiske fortælling om en stamme domineret af kvinder. Hendes angreb består af bue og pil, dertil benytter hun is, ild eller en slags hellig magi. En anden form er hendes spyd, det kan hun slå og kaste med. Derud over kan hun tilføje gift på på sit spyd som forgifter modstanderen, eller lave spyddet om til lyn. Hun har desuden også muligheden for at udvikle sig så hun får en medhjælper der har de samme evner som hende og benytter spyd som nærkampsvåben. Hun er en meget versital kriger og fungerer både på afstand og i nærkamp.

- Barbaren er den stærkeste i nærkamp med sine passive våbenforbedringsevner og nærkampsteknikker. Han er blandt andet den eneste karakter i stand til holde to våben på samme tid (indtil Lord of Destruction-karakteren Assassin blev skabt). Udover det har han også forskellige kampråb, der forstærker ham og de andre i gruppen eller svækker fjenderne. Han har også nogle enkelte angreb, der tillader ham at angribe på afstand.

- Necromancer, på dansk nekromantiker, er specialiseret i at påkalde skeletter og golemer, forbande modstandere og kaste diverse knogle- og giftmagier

- Paladinen er den hellige ridder. Han er til nærkamp, og da et af hans specialer er auraer, er han uundværlig, hvis man har i sinde at kæmpe i grupper. Auraerne giver nemlig også styrke til hans allierede. Men hvis man er til solospil, kan paladinen også udvikles til at være ekstremt effektiv alene. Hans gode angreb i solospil består i flyvende hamre. Desuden giver han som hellig kriger større skade til de uddøde i universet.

- Sorceress, er for dem der ikke bryder sig om nærkamp. Hendes speciale er magi med elementerne ild, is og lyn. Normalt vælger man at specialisere sig i et af elementerne, da det giver det største potentiale. Men nogle af monstrene immune over for elementerne. En anden populær evne, som en Sorceress har, er teleport. Denne evne gør at man hurtigt kan flytte sig fra sted til sted – hurtigere end man ellers ville kunne ved at løbe.

- Assassin er specialiseret i at kæmpe med kløer og fælder eller som martial arts. En assassin er i stand til at kæmpe med to våben. Hun er en ekspert i ambush-teknik ved hjælp af hendes stealth-skills. Endvidere har hun mulighed for at udvikle sig til at kunne få en selvstændigt kæmpende kopi kaldet Shadowmaster. Shadowmaster har alle assassinens martial arts evner. En god kombination vil være en "Traps-assassin" i periferien og en shadowmaster i centrum. Det giver en god dækning af kamppladsen.

- Druiden har den specielle magi, at han kan lave dyr, som kan kæmpe for ham, og så kan du jo også vælge at spille selv og bruge nogle forskellige elementer for at kæmpe selv. Han har også evnerne til at kunne transformere sig om til en varulv eller varbjørn.